# 4-メチルカテコール
4-メチルカテコール（英語: 4-methylcatechol）は、化学式が CH
3C
6H
3(OH)
2 で表される有機化合物である。白色の固体で、メチルベンゼンジオールの異性体の1つ。

## 代謝
酵素のcis-1,2-ジヒドロキシ-4-メチルシクロヘキサ-3,5-ジエン-1-カルボン酸デヒドロゲナーゼは、cis-1,2-ジヒドロキシ-4-メチルシクロヘキサ-3,5-ジエン-1-カルボン酸とNAD(P)+から4-メチルカテコールとNAD(P)HとCO2を生成する。

## 関連化合物
単子葉植物のヒガンバナ亜科の植物には、4-メチルカテコール誘導体とチロシンが結合したノルベラジンアルカロイドというユニークなアルカロイドが存在する。これらの化合物の化学構造は200種類以上知られており、そのうちスイセン属だけでも79種類以上が知られている。